# 红石塄乡
红石塄乡，是中华人民共和国山西省大同市灵丘县下辖的一个乡镇级行政单位。

## 行政区划
红石塄乡下辖以下地区：
红石塄村、沟掌村、龙浴池村、边台村、沙湖门村、上车河村、下车河村、觉山村、上沿河村、下沿河村、稍沟村、上北泉村和下北泉村。

## 中国传统村落
- 觉山寺村